# Concordato de 1801

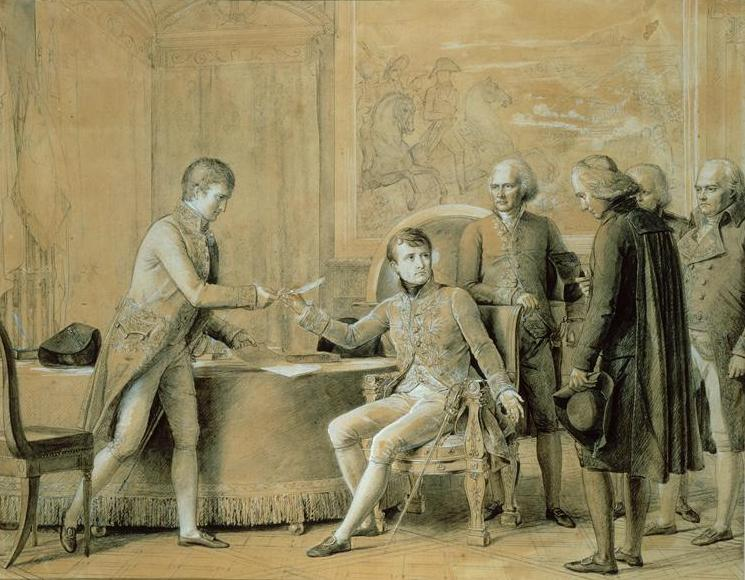
Firma del concordato entre Francia y la Santa Sede. De izquierda a derecha: José Bonaparte, Napoleón Bonaparte, Jean Portalis, el cardenal Spina, el conde d'Hauterive y Emmanuel Crétet.

El Concordato de 1801 fue el Concordato entre la Francia revolucionaria (dirigida en ese momento por Napoleón Bonaparte) y la Santa Sede (ocupada por el papa Pío VII), firmado en París el 15 de julio.

## Historia
Tras acometer con éxito el golpe de Estado del 18 de brumario (9 de noviembre de 1799) contra el Directorio y autoproclamarse primer cónsul por la promulgación un mes después de la Constitución del Año VIII, Napoleón estaba convencido de que un acuerdo con la Iglesia católica sería crucial para la estabilidad de su régimen y la consolidación de los logros revolucionarios. La Santa Sede había tenido discrepancias fundamentales con la Revolución, especialmente desde que la Asamblea Nacional, a través de la Constitución civil del clero, confiscó las tierras propiedad de la Iglesia, que se convirtió en departamento del estado, rechazando la autoridad del Papa sobre su funcionamiento interno.
El Concordato de 1801 incluyó, además de otras cosas, lo siguiente:
- Una declaración de que «el Catolicismo era la religión de la gran mayoría de los franceses» pero no la religión oficial del Estado, extendiéndose así la tolerancia religiosa a los judíos y protestantes.
- Según el artículo 4, el primer cónsul de la República es quien nombrará los arzobispos y obispos, mientras que «Su Santidad les concederá la investidura canónica». Además, según el artículo 5 antes de entrar en funciones entregarán al primer cónsul un juramento de fidelidad.
- El Estado pagaría un salario clerical y el clero juraría lealtad al Estado.
- La Iglesia renunciaría a reclamar las tierras que le fueron confiscadas durante la Revolución francesa.
- El calendario republicano francés sería abolido y reemplazado por el tradicional calendario gregoriano

Algunas comunidades católicas de Francia rechazaron la firma del Concordato y decidieron su escisión de la Iglesia Romana manteniéndose al margen de la misma hasta hoy en día bajo el nombre de la Petite Église.
La Tercera República rechazó el Concordato, aprobando poco después Ley de 1906 de separación de la Iglesia y el Estado de 1905, denunciada por San Pio X en la encíclica Vehementer Nos de 11 de febrero de 1906.